# Jermaine Beckford
Jermaine Paul Beckford (ur. 9 grudnia 1983 roku w Londynie) – angielski piłkarz występujący na pozycji napastnika w klubie Preston North End.

## Kariera klubowa
Jermaine Beckford zawodową karierę rozpoczynał w 2001 roku w zespole Wealdstone. W klubie tym prezentował dobrą skuteczność i w 98 ligowych pojedynkach zdobył 51 goli. Dzięki tak dobrej dyspozycji strzeleckiej pozyskaniem Anglika zainteresowało się kilka klubów grających na co dzień w wyższych klasach rozgrywkowych niż Wealdstone. Ostatecznie Beckford trafił do Leeds United, działacze którego wygrali rywalizację o angielskiego napastnika z takimi klubami jak Crystal Palace, Charlton Athletic, Sunderland, Southampton oraz Watford. Beckford dołączył do drużyny z Elland Road w marcu 2006 roku. W barwach Leeds zadebiutował 21 marca w wygranym 1:0 meczu z Crystal Palace, kiedy to pojawił się na boisku w drugiej części spotkania. Swoją pierwszą bramkę dla "The Whites" zdobył w zwycięskim 2:0 spotkaniu rezerw z drugą drużyną Birmingham City.
W późniejszym okresie Anglik został wypożyczony do Carlisle United. Strzelił dla niego jedną bramkę w czterech meczach, a następnie powrócił do Leeds. W styczniu 2007 roku Beckford ponownie został wypożyczany, tym razem do Scunthorpe United. W zespole tym prezentował dobrą formę, w efekcie czego został ponownie ściągnięty do Leeds. W sezonie 2007/2008, kiedy to Leeds zaczęło sezon w League One z karą –15 punktów, Beckford razem z Kongijczykiem Trésorem Kandolem stworzyli jeden z najskuteczniejszych duetów napastników w lidze. W pierwszych meczach sezonu obaj zawodnicy regularnie strzelali bramki, jednak z czasem Kandol zatracił swoją skuteczność. W październiku 2007 roku Beckford podpisał nowy kontrakt z Leeds, który będzie obowiązywać do końca rozgrywek 2009/2010. Beckford sezon 2007/2008 zakończył z 20 trafieniami na koncie. Król strzelców ligi – Jason Scotland zdobył o cztery gole więcej. Beckford został wybrany najlepszym zawodnikiem rozgrywek, a jego trafienie w spotkaniu z Rotherham United zostało wybrane najładniejszą bramką sezonu.
31 maja 2010 roku Beckford podpisał czteroletni kontrakt z Evertonem
W sierpniu 2011 przeszedł do występującego w Football League Championship Leicester City.. 29 września 2013 został wypożyczony do Huddersfield Town.
17 lipca 2013 przeszedł za darmo do Bolton Wanderers, z którego został wypożyczony 20 listopada 2014 do Preston North End. Po zakończeniu wypożyczenia przeszedł do Preston i podpisał 2 letni kontrakt.